# Helmut Meier (Germanist)
Helmut Meier (* 20. Dezember 1897 in Broitzem; † 30. Juli 1973 in Braunschweig) war ein deutscher Lehrer und Germanist.

## Leben
Helmut Meier besuchte von 1912 bis 1919 das Lehrerseminar in Braunschweig und nahm 1917/18 als Soldat am Ersten Weltkrieg teil; ab 1919 war er Hilfslehrer, ab 1925 Lehrer in Braunschweig, unterbrochen durch Militärdienst 1939 bis 1945 und kurzzeitige Dozententätigkeit (Didaktik und Mathematik) an der Kant-Hochschule für Lehrerbildung in Braunschweig 1946 bis 1948. Im Jahr 1963 wurde er pensioniert; danach war er auf eigenen Wunsch weiter im Angestelltenverhältnis im Schuldienst tätig.

## Wissenschaftliches Werk
Neben seiner Berufstätigkeit als Lehrer und Dozent führte Helmut Meier ab 1922 in Anknüpfung an Kaeding (1897) jahrzehntelang sprachstatistische Erhebungen zum Deutschen durch (Aichele 2005: 18), deren Ergebnis er vor allem in seinem Buch (Meier 1964/67) vorlegte. Man findet beispielsweise Statistiken über die Häufigkeit von Satz- und Wortlängen, über die Häufigkeit, mit der Buchstaben und Laute im Deutschen verwendet werden, über die Häufigkeit grammatischer Erscheinungen (wie oft erscheinen Substantive mit oder ohne bestimmte Begleitwörter wie Adjektive, Artikel oder Pronomen oder wie häufig werden die verschiedenen Kasus verwendet?) oder auch zu der Frage, welche Themenbereiche in einem Wörterbuch wie stark vertreten sind. Es handelt sich um die bei weitem umfangreichste und vielseitigste Datensammlung zum Deutschen.
Viele statistische Daten erarbeitete Meier neu, andere beruhen lediglich auf einer Neuauswertung des Kaeding’schen Materials. So veröffentlichte Meier in der zweiten Auflage seines Hauptwerkes (Meier 1967) eine alphabetische Liste der Wörter, die bei Kaeding mindestens mit der Häufigkeit 10 aufgeführt sind, gefolgt von einer Rangliste der 7994 Wörter, die mindestens eine Häufigkeit von 51 aufweisen, sowie Listen der 2240 häufigsten Begriffswörter, geordnet nach Wortarten, die mindestens mit Häufigkeit 500 bei Kaeding erreichen. Diese Daten geben also den Stand des Deutschen gegen Ende des 19. Jahrhunderts wieder.
Außer zur Sprachstatistik veröffentlichte Meier Arbeiten zur Pädagogik und Heimatkunde.
Meier erarbeitete wesentlich umfangreichere Ranglisten der Wörter und Begriffswörter, publizierte im angegebenen Werk aber nur deren Spitze.
Nach systematischer Auswertung von Buchstaben- und Buchstabenkombinationshäufigkeiten deutscher, englischer und spanischer Texte entwickelte er ab 1954 eine „Drei-Sprachen-Tastatur“ für Schreibmaschinen, die unter Tastaturbelegung genauer dargestellt ist. Es existieren moderne Versionen für verschiedene Betriebssysteme (z. B. de-emeier). Eine praktische Erprobung fand mit Hilfe der Firma Olympia-Werke Wilhelmshaven statt.

## Auszeichnung
Für sein Hauptwerk Deutsche Sprachstatistik wurde ihm am 19. Dezember 1964 die Ehrendoktorwürde der Hohen Philosophischen Fakultät der Universität Hamburg verliehen.

## Schriften
- Die Sprachstatistik im Dienste der Rechtschreibreform. In: Nachrichtenblatt des Volksbundes für deutsche Rechtschreibung. 1935, S. 34/35.
- Dreißig Jahre Zählforschungen am deutschen Sprachschatz. In: Muttersprache. Jg. 1951, S. 6–14.
- Erkenntnis und Verpflichtung. Zum künftigen Ausbau der Häufigkeitszählungen. In:  Muttersprache. Jg. 1952, S. 250–252.
- Die tausend häufigsten Wortformen der deutschen Sprache. Sprachstatistik, Aufgabe und Verpflichtung. In: Muttersprache. Jg. 1952, S. 88–94.
- Deutsche Sprachstatistik. 1964. 2., erweiterte und verbesserte Auflage: Olms, Hildesheim 1967, 1978, ISBN 3-487-00735-5.
- Gedanken zu H. Meiers „Deutscher Sprachstatistik“. In: Muttersprache. 81, 1971, S. 121–125.